# Карасай (Жамбылский район)
Карасай (каз. Қарасай, до 1993 г. — Куйбышево) — село в Жамбылском районе Алматинской области Казахстана. Входит в состав Карасуского сельского округа. Код КАТО — 194253400.

## Население
В 1999 году население села составляло 190 человек (89 мужчин и 101 женщина). По данным переписи 2009 года, в селе проживало 285 человек (141 мужчина и 144 женщины).